# Classe (programação)
Em programação e na orientação a objetos, uma classe é um Tipo abstrato de Dados (TAD); ou seja, uma descrição que abstrai um conjunto de objetos com características similares (um projeto do objeto), é um código da linguagem de programação orientada a objetos que define e implementa um novo tipo de objeto, que terão características (atributos) que guardaram valores e, também funções específicas para manipular estes. Formalmente, é um conceito que encapsula abstrações de dados e procedimentos que descrevem o conteúdo e o comportamento de entidades do mundo real, representadas por objetos. De outra forma, uma classe pode ser definida como uma descrição das propriedades ou estados possíveis de um conjunto de objetos, bem como os comportamentos ou ações aplicáveis a estes mesmos objetos.
A classe é um elemento primordial de um diagrama de classes; modelagem importante na programação orientada a objetos.

## Estrutura da classe
Uma classe comumente define o estado e o comportamento de um objeto implementando atributos e métodos. Os atributos (por vezes referidos como "campos", "membros de dados" ou "propriedades"), indicam as possíveis informações armazenadas por um objeto de uma classe, representando o estado de cada objeto. Os métodos (por vezes referidos como "operações" ou serviços) são procedimentos que formam os comportamentos e ações oferecidos por objetos de uma classe, sendo responsáveis por alterar o estado ou fornecer informações sobre um objeto.
Outros elementos associados a uma classe são:
- Construtor e destrutor - métodos especiais que definem o comportamento do objeto de uma classe no momento da sua criação e destruição. Em algumas linguagens, como em C++, um método destrutor é utilizado para liberar recursos do sistema (como memória),[3] já em outras, como em Java e C#, isto é realizado de modo automático pelo coletor de lixo.
- Propriedade - define o acesso a um estado do objeto.
- Evento - define um ponto em que o objeto pode chamar outros procedimentos de acordo com seu comportamento e estado interno.

## Encapsulamento
No paradigma de orientação a objetos, é possível encapsular o estado de um objeto. Em termos práticos, isso se realiza limitando o acesso a atributos de uma classe exclusivamente através de seus métodos. Para isso, as linguagens orientadas a objeto oferecem limitadores de acesso para cada membro de uma classe.
Tipicamente os limitadores de acesso são:
- público (public) - o membro pode ser acessado por qualquer classe. Os membros públicos de uma classe definem sua interface
- protegido (protected) - o membro pode ser acessado apenas pela própria classe e suas sub-classes
- privado (private) - o membro pode ser acessado apenas pela própria classe

Cada linguagem de programação pode possuir limitadores de acesso próprios. Por exemplo, em Java, o nível de acesso padrão de um membro permite que qualquer classe de seu pacote (package) possa ser acessado. Em C#, o limitador de acesso interno (internal) permite que o membro seja acessado por qualquer classe do Assembly (isto é, da biblioteca ou executável).
No exemplo abaixo, implementado em Java, a classe Pessoa permite o acesso ao atributo nome somente através dos métodos setNome e getNome.
```
public
 
class
 
Pessoa
 
{

    
private
 
String
 
nome
;

    
public
 
String
 
getNome
()
 
{

        
return
 
nome
;

    
}

    
public
 
void
 
setNome
(
String
 
nome
)
 
{

        
this
.
nome
 
=
 
nome
;

    
}

}

```

Outro exemplo em C++:
```
#include
 
<string>

class
 
Pessoa

{

    
private
:

        
std
::
string
 
nome
;

    
public
:

        
std
::
string
 
getNome
();

        
void
 
setNome
(
std
::
string
 
nome
);

};

// Definição dos métodos

std
::
string
 
Pessoa::getNome
()

{

    
return
 
this
->
nome
;

}

void
 
Pessoa::setNome
(
std
::
string
 
nome
)

{

    
this
->
nome
 
=
 
nome
;

}

```

## Herança

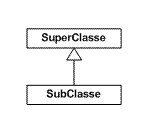
Representação de herança entre classes em UML

A herança é um relacionamento pelo qual uma classe, chamada de sub-classe, herda todos comportamentos e estados possíveis de outra classe, chamada de super-classe ou classe base. É permitido que a sub-classe estenda os comportamentos e estados possíveis da super-classe (por isso este relacionamento também é chamado de extensão). Essa extensão ocorre adicionando novos membros a sub-classe, como novos métodos e atributos.
É também possível que a sub-classe altere os comportamentos e estados possíveis da super-classe. Neste caso, a sub-classe sobrescreve membros da super-classe, tipicamente métodos.
Quando uma classe herda de mais de uma super-classe, ocorre uma herança múltipla. Esta técnica é possível em C++ e em Python, mas não é possível em Java e C#, no entanto estas linguagens permitem múltipla tipagem através do uso de interfaces.

## Polimorfismo
Na programação orientada a objetos, o polimorfismo permite que referências de tipos de classes mais abstratas representem o comportamento das classes concretas que referenciam. Assim, um mesmo método pode apresentar várias formas, de acordo com seu contexto. O polimorfismo é importante pois permite que a semântica de uma interface seja efetivamente separada da implementação que a representa. O termo polimorfismo é originário do grego e significa 'muitas formas' (poli = muitas, morphos = formas).

## Associação
Uma associação é um vínculo que permite que objetos de uma ou mais classes se relacionem. Através destes vínculos é possível que um objeto convoque comportamentos e estados de outros objetos.
As associações podem ser:

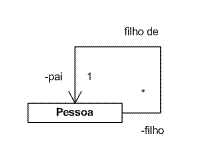
Exemplo de associação unária em UML

- unárias - quando a associação ocorre entre objetos de uma mesma classe.
- binárias - quando a associação ocorre entre dois objetos de classes distintas.
- múltiplas - quando a associação ocorre entre mais de dois objetos de classes distintas.

Cada associação possui características de:
- cardinalidade ou multiplicidade - determina quantos objetos no sistema são possíveis em cada vértice da associação.
- navegação - se é possível para cada objeto acessar outro objeto da mesma associação.

No exemplo de associação unária acima, cada pessoa tem um único pai (cardinalidade 1) e qualquer número de filhos (cardinalidade *). De acordo com a seta de navegação, só é possível navegar para o pai de cada pessoa. Desta forma cada objeto da classe Pessoa consegue acessar seu objeto pai, mas não consegue acessar seus objetos filhos.

### Agregação
Tipo de relacionamento com características todo-parte, onde existe um grau de acoplamento entre o todo e as partes menos intenso, podendo haver certo grau de independência entre eles.

### Composição
Tipo de relacionamento com características todo-parte, onde existe um alto grau de coesão entre o todo e as partes, com total grau de dependência entre eles (todo e as partes). Desta forma, se o todo não existir, as partes também não existirão.
Um exemplo de composição é a mão:
Uma mão é composta por dedos. Os dedos compõem a mão.
Não há lógica em existir um dedo sem mão, porém pode-se ter uma mão sem um ou mais dedos

## Classes abstratas e concretas
Uma classe abstrata é desenvolvida para representar entidades e conceitos abstratos. A classe abstrata é sempre uma superclasse que não possui instâncias. Ela define um modelo (template) para uma funcionalidade e fornece uma implementação incompleta - a parte genérica dessa funcionalidade - que é compartilhada por um grupo de classes derivadas. Cada uma das classes derivadas completa a funcionalidade da classe abstrata adicionando um comportamento específico.
Uma classe abstrata normalmente possui métodos abstratos. Esses métodos são implementados nas suas classes derivadas concretas com o objetivo de definir o comportamento específico. O método abstrato define apenas a assinatura do método e, portanto, não contém código.
Por outro lado, as classes concretas implementam todos os seus métodos e permitem a criação de instâncias. Uma classe concreta não possui métodos abstratos e, geralmente, quando utilizadas neste contexto, são classes derivadas de uma classe abstrata.